# Maria Picassó i Piquer
Maria Picassó i Piquer   (Manresa, 1983) és una il·lustradora i caricaturista catalana. Una de les seves creacions va ser escollida pel jurat internacional de la revista estatunidenca Communication Arts per formar part del seu anuari d'il·lustracions de 2022.
Va formar-se en arquitectura, però poc després d'entrar a treballar en un despatx, va deixar-ho per dedicar-se a les arts plàstiques. A més de publicar en premsa, ha treballat per sectors tan diversos com videojocs, portades d'àlbums, cartelleria, llibres o roba. El seu estil ha estat catalogat com «retrats constructivistes vectorials geomètrics». Preten simplificar al màxim els seus dibuixos, deixant només els trets més definitoris i essencials. Empra habitualment formes geomètriques que s'uneixen per recrear cares i objectes. Picassó ha citat com referències Al Hirschfeld, Hanoch Piven, Joaquín Aldeguer, Charley Harper, Scott Partridge, Robin Davey o Maite Franchi. També imparteix cursos d'il·lustració a distància.
L'artista ha realitzat portades de llibres (Barcelona 2059 Ciutat de Posthumans), portades d'àlbums d'artistes com Markus Reuter o Stick Men, il·lustracions en premsa (El Correo, El País, Los Angeles Times), cartelleria (Festa Major de Manresa de 2020) i en videojocs de la franquícia Star Trek.
Amb raó de l'estrena de la nova adaptació cinematogràfica de Dune (Denis Villeneuve, setembre de 2021), les editorials Mai Més i Raig Verd van publicar una nova edició del llibre original Duna (Frank Herbert, 1965), en enquadernació rústica i il·lustració de la Maria Picassó. El seu disseny per la portada del llibre va ser un dels escollits, entre les 3.689 propostes presentades, per aparèixer en el Communication Arts Illustration Annual de maig-juny de 2022.
L'ajuntament de Manresa va nomenar-la "Ambaixadora de Manresa" en el marc de la campanya "Manresa 2022 Transforma". El mateix 2022, Picassó va publicar el seu primer llibre com a il·lustradora, amb text d'Agnès Rotger: La Caçadora de Dinosaures, sobre la vida de la paleontòloga britànica Mary Anning.

## Obra publicada
- Rotger, Agnes; Picassó, Maria (il.). La Caçadora de Dinosaures.  Ara Llibres, 2022. ISBN 9788418928703.